# … verdammt, ich bin erwachsen
… verdammt, ich bin erwachsen ist ein deutscher Jugendfilm der DEFA von Rolf Losansky aus dem Jahr 1974. Er beruht auf dem Roman Der Riese im Paradies (1969) von Joachim Nowotny, in dem Erwachsenwerden und die Zerstörung von Umwelt und Kultur durch den Braunkohlentagebau in einem Lausitzer Dorf thematisiert sind.

## Handlung
Der 15-jährige Klaus Kambor, auch Kurbel genannt, hat sein kleines Paradies in der Nähe seines Dorfes in der Lausitz. Hier ist ein kleiner See, auf dem er ungestört auf einem selbstgebauten Floß die Natur beobachten und seinen Träumen nachgehen kann. Diese drehen sich in der Hauptsache um seine Freundin Daniela, die er auch schon mal küssen durfte. Er wohnt mit seinen Eltern und mehreren anderen Mitbewohnern auf einem abgelegenen alten Mühlengelände, der Buschmühle, wo nur noch Wohnungen vermietet sind und der alte Schuster Jubke seine Werkstatt hat. Dort wohnt auch Paul Honko, der oft etwas zu viel trinkt, mit seiner Frau und Tochter Elisabeth. Da Kurbel aber nun langsam erwachsen wird, konnte er den betrunkenen Herrn Honko mit seiner Kraft vom Randalieren zurückhalten. Auch das Austrinken einer Flasche Rhabarberweines mit seinem Freund Piepe Jatzmauk hat er fast unbeschadet überstanden. Also sieht er eines Tages seine Oma Slabke, wie sie mühevoll das harte trockene Gras vom Vorjahr mit einer Sense abmähen will. Stark wie Kurbel ist, nimmt er seiner Oma die Arbeit ab. Nach einer gewissen Zeit wird es ihm aber auch zu schwer und er kommt auf die Idee, dass ein Abbrennen als „Einsatz neuer Technologie“ doch leichter gehen würde, und zündet das Gras an. Durch den aufkommenden Wind gerät seine Aktion außer Kontrolle. Die Kindergärtnerin Frau Kandidel sieht vom Fenster den Qualm und löst Feueralarm aus. Kurbel bekommt es nun mit der Angst zu tun und verschwindet von der Brandstelle. Das Feuer kann mit der gemeinsamen Kraft des Dorfes gelöscht werden. Auch Paul Honko ist mit seinen Pferden im Einsatz. Da Kurbel am nächsten Tag auch noch die Schule schwänzt, fürchtet er doch die öffentliche Ächtung als Brandstifter, verliert er die Freundschaft Danielas, der Försterstochter. Der Schuster Jubke schickt ihn stattdessen mit reparierten Schuhen ins Dorf, und er soll auch gleich die kaputten wieder mitbringen. Diese Aufgabe kommt ihm wie ein Spießrutenlauf vor. Auf einem Schulappell wird das verantwortungslose Handeln Kurbels ausgewertet und Daniela schlägt auch noch vor, ab der 5. Klasse junge Brandschutzhelfer auszubilden. Das ist alles zu viel. 
Es kommt verstärkt zu Gerüchten, dass das Dorf dem Bau eines großen Kraftwerks weichen soll. Als dann Bauarbeiter in der Buschmühle Quartier beziehen, steigern sich die Befürchtungen. Die Unruhe im Dorf spürt Kurbels Lehrer Konzak. Er geht zum Rat des Kreises und fordert vom Kreisrat, dass er die Leute aufklärt. Der will nicht, weil die Sache noch nicht klar sei, es fehlten noch wissenschaftliche Gutachten. Da handelt Konzak und spielt mit seiner Klasse eine öffentliche Anhörung über das Finden der rechten Stelle für den Kraftwerksbau durch, entgegen der Hinhaltetaktik der DDR-Verantwortlichen. Kurbel hält ein großes Plädoyer für die Beachtung des Naturschutzes, an sein „Paradies“ denkend. Für diese Eigenmächtigkeit wird Konzak vom Schuldirektor abgemahnt. Weil die Klasse fürchtet, dass ihr geliebter Lehrer die Schule und das Dorf verlassen muss, wollen sie ihn mit der Leiterin des Kindergartens Frau Kandidel verkuppeln und streuen das entsprechende Gerücht im Dorf. Tatsächlich haben sie Erfolg, weil Konzak und Frau Kandidel ineinander verliebt sind. 
Einer der Bauarbeiter für den Kraftwerksbau ist Jule Bucht, der sich in Elisabeth Honko verliebt. Keiner seiner Kollegen weiß, dass er bereits verheiratet ist und ein Kind hat. Dies kommt erst raus, als seine Frau ihn besucht und zur Rede stellt. Aber Jule, der inzwischen mit Kurbel befreundet ist, steht zu Elisabeth und will sich scheiden lassen. Kurbel fragt, was aus Jules Tochter würde, die doch wolle, dass der Papa zurückkommt. 
Die Bemühungen von Kurbels Schulkameradin Gudrun, die Stelle von Daniela einzunehmen, sind erfolglos. Kurbel bemerkt nach einer Radtour der Klasse zur Ostsee, dass Daniela wieder die alten Gefühle für ihn zulässt. Fröhlich mit den Worten „Das Leben ist komplex, aber schön“ sucht er sein „Paradies“ auf. Aber das „Paradies“ ist weg, vom Kraftwerks- und Braunkohlentagebau mit dem stählernen Riesen, der Abraumförderbrücke, aufgefressen. Umgeknickt liegt der Mast da, auf dem er einmal mühselig ein Wagenrad für ein Storchennest angebracht hatte. Der Bauarbeiter Jule, sein Freund, hatte ihn nicht informiert, wo der doch wusste, dass hier ein Elch seinen Wechsel hat. Auch die alte Buschmühle muss verschwinden. Der Schuster Jubke verliert seine Heimat, wo er sein Leben lang tätig war. Die Bauarbeiten für Kraftwerk  und Braunkohlentagebau gehen immer weiter und verwandeln die Idylle der Gegend in eine öde Industriewüste. Klaus Kambor wird erwachsen werden, aber ohne sein Refugium in einer anderen Welt.

## Produktion
… verdammt, ich bin erwachsen wurde in der Lausitz unter dem Arbeitstitel Der Riese im Paradies von der DEFA, Gruppe „Berlin“, auf ORWO-Color gedreht und hatte am 19. September 1974 im Berliner Kino International Premiere. Die Erstausstrahlung im ersten Programm des DDR-Fernsehens fand am 30. April 1976 statt. 
Als Musikinterpreten sind die Puhdys und die Gruppe Express zu hören.

## Kritik
Die Tageszeitung Neues Deutschland befand, dass es nicht gelungen sei, die Figur des Kurbel intensiv genug über den gesamten Film in das Geschehen einzubeziehen. Lobend wurde aber der Regisseur für die genaue Beobachtung des Milieus sowie für die treffende Auswahl der Schauspieler und Laien und die Arbeit mit ihnen erwähnt. Die Norddeutsche Zeitung bezeichnete … verdammt, ich bin erwachsen als eine der glücklichsten Produktionen des Jahres 1974. Der Kameramann habe den Film einfühlsam schön fotografiert. Für den film-dienst war … verdammt, ich bin erwachsen ein „thematisch interessanter Jugendfilm um Pubertätsprobleme und soziale Verhaltensweisen, der in seiner direkten und unkomplizierten Art für sich einnimmt und damit manche inszenatorischen Mängel vergessen lässt.“